# Yoshihiko Noda
Yoshihiko Noda (佳彦 野田) (Funabashi, Chiba, 20 de maio de 1957) é um político japonês. Foi designado Primeiro-Ministro do país em 29 de agosto de 2011, substituindo Naoto Kan, que renunciou ao cargo três dias antes, em 26 de agosto.
Antes de conquistar a presidência de seu partido, o Partido Democrático do Japão, o que lhe valeu a indicação para o cargo de premier, Noda foi Ministro das Finanças sendo antecessor de Naoto Kan, o qual também foi primeiro-ministro.

## História
Yoshihiko Noda nasceu em 20 de maio de 1957, em Funabashi, filho de um membro das Forças de Autodefesa do Japão, Proveniente de uma família humilde, graduou-se na Universidade de Waseda.
Em 1993, Noda foi eleito representante da Dieta. Em setembro de 2009, foi nomeado vice-ministro das Finanças. Em junho de 2010, Noda foi nomeado Ministro das Finanças, por Naoto Kan.

## Carreira na Dieta
Em 1993 ele foi eleito para a Dieta pela primeira vez representando o Distrito nº 4 na Câmara Baixa de Chiba, como um membro do agora extinto Nihon Shinto (Novo Partido Japonês). Mais tarde, ele se juntou ao Partido Democrático do Japão (PDJ) e serviu como seu chefe de Relações na Dieta, bem como o líder do departamento de relações públicas do partido. Noda atuou como vice-ministro financeiro, quando o PDJ conquistou o controle da Dieta em setembro de 2009.
Em junho de 2010, Noda foi nomeado Ministro das Finanças pelo ex-Primeiro Ministro Naoto Kan, que também era o anterior Ministro das Finanças. Noda é conhecido como um reformista.
Embora Noda tenha dito que o maior patrimônio do Japão é a sua aliança com os Estados Unidos, ele disse uma vez que o Japão deveria ter uma posição independente dos EUA, na ocasião, em 2002.
Em outubro de 2005, Noda criticou o primeiro-ministro Junichiro Koizumi, que parecia ainda considerar os crimes de guerra do Japão na Segunda Guerra Mundial como crimes de guerra, mas Noda também foi criticado pelo seu apoio à visita de Koizumi ao Santuário Yasukuni. Em 15 agosto de 2011 - o aniversário da rendição do Japão na Segunda Guerra Mundial - ele expressou que os grandes criminosos de guerra condenados pelos Aliados não eram propriamente criminosos de guerra, em sua visão.
Após a renúncia de Kan, em agosto de 2011, Noda apareceu como candidato nas eleições do partido para substituí-lo. Ele venceu o segundo turno contra Banri Kaieda na eleição, significando que ele se tornaria o próximo primeiro-ministro do país e herdaria o desafio de reconstruir o Japão depois do sismo e tsunami de Tohoku de 2011.

## Votação para presidencia do PDJ
A votação para a presidencia do Partido Democratico do Japão (PDJ), ocorreu em 29 de agosto e contou com cinco candidatos, os quais foram:
- Yoshihiko Noda, que ao momento era Ministro das Finanças.
- Seiji Maehara, ex-Ministro das Finanças.
- Banri Kaieda, Ministro da Economia, Comércio e Indústria.
- Sumio Mabuchi, ex-Ministro da Terra, Infra-estrutura Transportes e do Turismo.
- Michihiko Kano, Ministro da Agricultura, Florestas e Pescas.

Na primeira rodada Kaieda venceu com 143 votos, seguido de Noda com 102 votos, sendo esses os dois primeiro colocados e eliminando Maehara com 74 votos, Kano com 52 e Mabuchi com 24 votos. A segunda rodada com apenas Noda e Kaieda fechou com a vitória de Noda com 215 votos contra 177 de Kaieda.